# Peter Gabriel
Peter Brian Gabriel (Chobham, 13 febbraio 1950) è un cantante, compositore e produttore discografico britannico.
Dopo aver raggiunto il successo nel gruppo rock progressivo Genesis come cantante, flautista e percussionista, ha intrapreso una carriera solista di successo sperimentando numerosi linguaggi musicali. A partire dalla seconda metà degli anni ottanta è stato impegnato nella promozione della world music attraverso la sua etichetta Real World, nella ricerca di moderne tecniche di incisione e nello studio di nuovi metodi di distribuzione della musica online. È anche noto per il suo costante impegno umanitario.

## Biografia

### Origini
Peter Gabriel è figlio dell'ingegnere elettrotecnico Ralph Parton Gabriel (1912-2012) e di Edith Irene Allen. Ha frequentato la Cable House, una scuola elementare privata a Woking, nel Surrey, seguita dalla St Andrews Preparatory School for Boys a Horsell, sempre nel Surrey: durante il periodo trascorso in quest'ultima, gli insegnanti notarono il suo talento per il canto, ma Gabriel optò per le lezioni di pianoforte impartite da sua madre e sviluppò un interesse per la batteria.

### Carriera

#### Con i Genesis
Nel 1965 Gabriel è ancora uno studente della Charterhouse Public School quando forma la band dei Garden Wall assieme ai compagni di scuola Tony Banks e Chris Stewart. Nel 1967 il gruppo si fonde con i due componenti degli Anon (altra band studentesca della Charterhouse) Mike Rutherford e Anthony Phillips dando vita al primo nucleo dei Genesis, collettivo che si prefigge inizialmente l'intento di essere una sorta di cooperativa di musicisti atta a scrivere e a comporre musica per altri. Il nome del gruppo viene suggerito da un ex studente della Charterhouse, Jonathan King, che sarà anche produttore del primo album: From Genesis to Revelation.

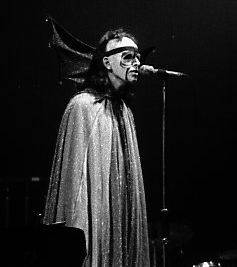
Peter Gabriel in concerto con i Genesis nel 1974

Come amante della musica soul, il cantato di Gabriel si ispira a varie fonti, in modo particolare a Otis Redding, Nina Simone, a Gary Brooker dei Procol Harum e a Cat Stevens per il quale Gabriel suona il flauto nell'album Mona Bone Jakon del 1970.
I Genesis si affermano dapprima in Italia, Belgio, Francia e in altri paesi europei per poi raggiungere il successo anche in patria. La fama della band è in gran parte dovuta proprio all'esuberante presenza scenica, al trucco e ai costumi di Peter Gabriel e alle sue parti recitate che introducono ogni brano musicale nelle esibizioni dal vivo. Tra i costumi più famosi indossati da Gabriel (pensati dallo stesso come un modo per superare la sua paura del palcoscenico) si ricordano "The Flower" e "Magog" (indossati per Supper's Ready), "The Watcher of the Skies" (per il brano omonimo), "Britannia" (per Dancing with the Moonlit Knight, dall'album Selling England by the Pound), "The Old Man" (per il finale di The Musical Box), "Rael" (per gran parte dei brani appartenenti all'album The Lamb Lies Down on Broadway) e "The Slipperman" (per The Colony of Slippermen, anch'esso tratto da The Lamb Lies Down on Broadway).
I primi seri problemi arrivano a partire dal concept album The Lamb Lies Down on Broadway, durante la composizione del quale Gabriel prende il completo sopravvento nella stesura dei testi, non riuscendo a interagire con il resto della band impegnata nella stesura della musica. Durante la composizione dell'album, Peter Gabriel riceve un telegramma del regista William Friedkin (da tempo incuriosito dalla storia scritta da Gabriel riportata nel retro di copertina di Genesis Live e interessato anche alle storie inventate dal musicista tra un brano e l'altro nei concerti) in cui gli chiede di andare a Hollywood per scrivere insieme una sceneggiatura. L'interesse di Gabriel per questo progetto cinematografico contribuisce ulteriormente all'abbandono del gruppo. Tale decisione viene presa prima dell'inizio del tour in supporto di The Lamb Lies Down on Broadway, ma Gabriel rimarrà sino alla sua completa conclusione e il progetto con il regista statunitense verrà abbandonato.
Il definitivo punto di rottura arriva in seguito alla travagliata gravidanza e alla nascita della prima figlia di Gabriel, Anna. Quando egli decide di restare al fianco della figlia malata, invece di registrare e andare in tour, il risentimento del resto del gruppo porta Gabriel al definitivo abbandono.

#### Carriera solista
I primi quattro album da solista di Peter Gabriel vengono comunemente identificati da un numero, secondo l'ordine di pubblicazione, o dall'immagine di copertina: abbiamo così I, II, III e IV, rispettivamente noti anche come Car, Scratch, Melt e Security. Anche dopo aver acconsentito a dare un titolo ai suoi lavori, Peter Gabriel ha sempre usato parole di una sillaba: So, Us e Up (che letti in sequenza, secondo l'ordine di pubblicazione, significano "Quindi, alziamoci"). Anche la sua ultima raccolta di successi ha un titolo molto breve, Hit.
Gabriel, per allontanarsi dallo stile dei Genesis, ha scelto di non eseguire alcun brano che aveva inciso quando era nel gruppo, né dal vivo né riarrangiato, con l'eccezione dei primi due tour in cui eseguiva saltuariamente come bis i brani The lamb lies down on Broadway e Back in NYC.

#### Il periodo "senza titolo"

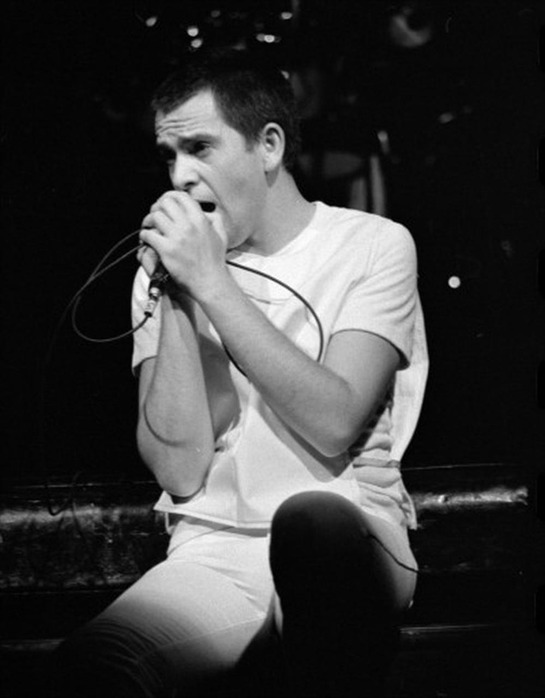
Peter Gabriel nel 1978

Gabriel registra il suo primo album nell'autunno del 1976 affiancato dal produttore Bob Ezrin e dai musicisti Robert Fripp dei King Crimson e Tony Levin. L'album viene semplicemente intitolato con il nome dell'artista e la copertina è opera dello Studio Hipgnosis. Le sonorità del disco sono molto lontane da quelle del gruppo appena abbandonato ed è anche evidente il tentativo dell'autore di lasciarsi alle spalle l'ingombrante passato spaziando attraverso diversi generi, dal rock di Modern Love al barbershop quartet di Excuse Me. Il primo successo arriva con il singolo di debutto Solsbury Hill, per il quale viene realizzato il suo primo videoclip, co-diretto da Graham Dean, Jerry Chater e dallo stesso Gabriel, seguito dal singolo Modern Love, il cui video è diretto da Peter Medak e girato su delle scale mobili. Pur soddisfatto del suo primo album, Gabriel ritiene che la canzone Here Comes the Flood sia stata "iperprodotta"; una versione più essenziale si può ascoltare nel disco Exposure di Robert Fripp, mentre un'altra versione per voce e pianoforte è presente nelle raccolte di Gabriel Shaking the Tree (1990) e Hit (2002).
Peter Gabriel collabora nuovamente con Fripp, il quale nel 1978 produce il secondo album solista dell'ex-Genesis. Nessuna canzone di questo disco diventerà un successo commerciale. In questo periodo Gabriel pensa seriamente a un film tratto da The Lamb Lies Down on Broadway. La scelta della regia cade su Alejandro Jodorowsky, il cui film El Topo fu fonte ispiratrice per la storia narrata in The Lamb. Il regista e Gabriel lavorano diversi mesi alla sceneggiatura del film ma alla fine, per problemi legati agli eccessivi costi di produzione, il progetto naufraga.
Il terzo album, pubblicato nel 1980, vede la collaborazione con Steve Lillywhite (che successivamente produrrà i primi lavori degli U2) e la partecipazione di Kate Bush, Phil Collins, Paul Weller, Robert Fripp e Dave Gregory degli Xtc. Canzoni come Intruder (la cui linea ritmica nasce da un'idea di Phil Collins e che viene considerato il primo pezzo in cui è presente il cosiddetto "gated reverb", caratteristico suono della batteria che spopolerà per tutto il decennio), Games Without Frontiers e Biko marcano il nuovo percorso che Gabriel vuole intraprendere e che ha origine da quella che verrà successivamente chiamata world music. Alcune scelte operate dal musicista in fase di incisione segnano un netto distacco da quella che è la produzione musicale dell'epoca, a partire dall'esclusione dei piatti dalla batteria e la quasi totale assenza di assoli di chitarra. Ne scaturisce un sound che premia l'album anche dal punto di vista commerciale: per la prima volta Gabriel raggiunge la vetta della Hit Parade nel Regno Unito. Per Games Without Frontiers, primo singolo estratto dal disco, viene realizzato un clip diretto da David Mallet.

Peter Gabriel a Sanremo 1983 in qualità di ospite per rappresentare il rock. La sua interpretazione di Shock the Monkey fece abbastanza scalpore, perché si contraddistinse anche per un volo sulla platea e una camminata sugli schienali delle poltrone della stessa.

Le sessioni di registrazione eseguite tra il 1981 e il 1982 presso lo studio costruito all'interno del cottage di Peter Gabriel a Bath portano alla pubblicazione del suo quarto album. Il disco è prodotto dallo stesso Gabriel assieme al tecnico del suono David Lord. Security (così la Geffen impose di chiamarlo negli U.S.A.) fu in assoluto il primo album ad essere interamente registrato su nastri digitali. Viene inoltre utilizzata la prima versione del sintetizzatore Fairlight CMI. Tra i musicisti ospiti, da menzionare la partecipazione di Peter Hammill. Il disco registra buoni dati di vendita e il singolo Shock the Monkey diviene una hit, grazie anche a un videoclip innovativo per l'epoca, diretto da Brian Grant. Il brano fu anche interpretato da Peter Gabriel stesso a Sanremo 1983, dove si presentò come ospite d'onore.
Nel 1985 Gabriel è chiamato dal regista Alan Parker a scrivere le musiche per il film Birdy - Le ali della libertà: la colonna sonora include sia brani inediti, sia riletture in chiave strumentale di brani già contenuti nel terzo e quarto album.
Ogni album di Gabriel è seguito da tour promozionali, nei quali lo stile visivo e la carica drammaturgica riportano alla sua pregressa esperienza live con i Genesis. Gli show sono accompagnati da acrobazie, giochi di specchi, trucchi e costumi eccentrici. Durante il tour di Security, il 9 agosto 1983 Gabriel suonò in apertura a un concerto di David Bowie a Vancouver in Canada.

#### Gli anni del successo commerciale
Nonostante il buon successo sia commerciale sia di critica del terzo e quarto album, Peter Gabriel raggiunge il vertice della popolarità nel 1986 col suo quinto lavoro solista: So. Dal disco vengono estratti diversi singoli di notevole successo come Sledgehammer (numero 1 anche negli USA) la dolente Don't Give Up in duetto con Kate Bush, Big Time e In Your Eyes. So è co-prodotto dal canadese Daniel Lanois (già produttore di The Unforgettable Fire, album degli U2 del 1984). L'uscita del 45 giri Sledgehammer è accompagnata da un video visivamente innovativo creato in collaborazione col regista Stephen R. Johnson, la Aardman Animations e dai fratelli Stephen e Timothy Quay. Il video vince numerosi premi agli MTV Video Music Awards del 1987, tra cui quelli per il miglior video dell'anno e la miglior regia. Stephen R. Johnson realizza anche il clip di Big Time. Oltre a quella di Kate Bush, l'album vanta la presenza di altri prestgiosi collaboratori: dall'ex batterista dei Police Stewart Copeland a Jim Kerr dei Simple Minds, passando per Nile Rodgers, Laurie Anderson e Bill Laswell.

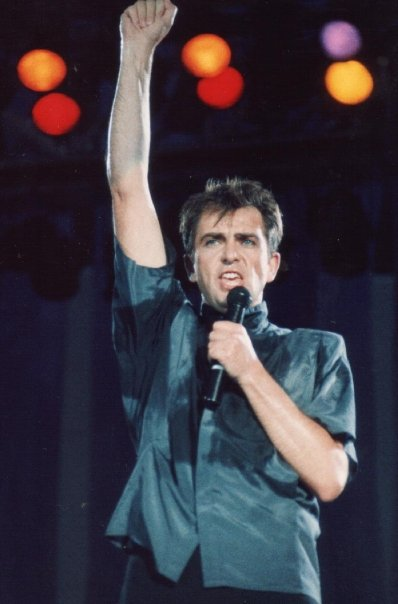
Peter Gabriel durante una data del Conspiracy Of Hope Tour, 1986

Gabriel ha giocato un ruolo importante nel supporto di Amnesty International, partecipando al U.S.A. Conspiracy of Hope Tour nel 1986 e allo Human Rights Now! Tour del 1988.
Nel 1989, Gabriel pubblica Passion: Music for The Last Temptation of Christ, colonna sonora del film L'ultima tentazione di Cristo di Martin Scorsese, per il quale ottiene un Grammy Award nella categoria Best New Age Performance e una nomination ai Golden Globe nella categoria Miglior colonna sonora per un film.
Nel 1992 il musicista inglese pubblica Us, sempre co-prodotto da Daniel Lanois. In quest'album, dedicato alle figlie Anna e Melanie, l'artista affronta tematiche inerenti alle relazioni interpersonali, come la conclusione del suo matrimonio e la lontananza dalla sua prima figlia.
Il tono che caratterizza questo album raggiunge la vetta nella canzone Digging in the Dirt (ovvero "Scavando nella sporcizia"). Il videoclip viene realizzato dal documentarista John Downer, scelto personalmente da Gabriel dopo aver visionato un suo lavoro. Nella canzone Come Talk to Me, cantata in duetto con Sinead O'Connor, l'autore descrive la sofferenza causata dalla lontananza della figlia.

Us è stato seguito da un tour mondiale (Secret World Tour) la cui caratteristica principale consisteva in due palcoscenici separati, uno rotondo e uno quadrato, uniti da un ponte che Gabriel durante il concerto percorreva più volte avanti e indietro e che, nel brano Slow Marimbas, attraversava a bordo di una barca.
L'artista intanto vince altri tre Grammy Awards: Miglior video musicale 1992 per Digging in the Dirt, nel 1993 per Steam e nel 1995 per il tour Secret World Live. Compone poi il brano I Grieve per la colonna sonora del film City of Angels del 1998 del regista Brad Silberling.
Nel 2000 Peter Gabriel pubblica OVO, colonna sonora per lo spettacolo al Millennium Dome di Londra. Nel 2002 viene pubblicato Long Walk Home: Music from the Rabbit-Proof Fence, che contiene le musiche per il film australiano Rabbit-Proof Fence (in Italia distribuito col titolo La generazione rubata) ispirato a una serie di eventi realmente accaduti. La colonna sonora ottiene una nomination ai Golden Globe.
Nel settembre del 2002, Gabriel pubblica Up, nuovo album di inediti a dieci anni di distanza dal precedente Us. Interamente autoprodotto, Up segna il ritorno di Gabriel a delle sonorità molto meno commerciali, con tematiche oscure simili a quelle dei suoi primi album solisti. L'album mostra anche la libertà di Gabriel dalle regole della lunghezza radiofonica dei brani: eccetto la canzone The Drop, nessun brano in Up dura meno di sei minuti. Il primo singolo estratto è The Barry Williams Show, il cui video è diretto da Sean Penn che appare anche in alcune riprese del filmato. Il lavoro sarà suonato in tutto il mondo e Anna Gabriel, una delle figlie di Gabriel, ha girato un documentario dello stesso tour, intitolato Growing Up Tour: A Family Portrait. Il documentario è disponibile, come per il concerto, in DVD.

#### Lavori recenti
Nel 2008 è stato pubblicato Big Blue Ball, un album registrato da Peter Gabriel e numerosi altri artisti (quali Sinéad O'Connor, Natacha Atlas e Papa Wemba) in tre settimane durante le estati del 1991, 1992 e 1995 presso i Real World Studios dello stesso Gabriel. Ha inoltre partecipato alla colonna sonora del film Disney WALL•E con il brano Down to Earth.
Nel 2009 Peter Gabriel ha registrato un album di ri-arrangiamenti di brani di altri musicisti, intitolato Scratch My Back, il quale include cover sia di artisti a lui più accostabili (David Bowie, Paul Simon, Talking Heads) sia di nomi più contemporanei e apparentemente distanti da Gabriel (Radiohead, Elbow, Arcade Fire). Obiettivo dell'album era uno scambio di interpretazioni, progetto che ha visto la sua conclusione solo nel 2013. L'album è uscito nel febbraio 2010 ed è stato seguito da New Blood, il suo nono album in studio pubblicato nel mese di ottobre 2011. In quest'ultimo lavoro, i brani sono tutti tratti dal repertorio di Peter Gabriel e sono arrangiati da John Metcalfe.
Nel mese di settembre 2013 è stato pubblicato invece And I'll Scratch Yours che conclude l'esperimento di Scratch My Back. In questo album sono David Byrne, Bon Iver, Regina Spektor, Stephin Merritt, Joseph Arthur, Randy Newman, Arcade Fire, Elbow, Brian Eno, Feist e Timber Timbre, Lou Reed ed infine Paul Simon ad interpretare brani di Peter Gabriel.
Nel maggio 2012 Peter Gabriel ha annunciato sul suo sito ufficiale che avrebbe intrapreso un tour "celebrativo" dei 25 anni dell'album che lo portò al successo mondiale: So, del 1986. Il tour, che è stato chiamato "Back To Front", include tutti i componenti della band di Gabriel che parteciparono al tour originale, un palco che ricorda molto quello originariamente usato e l'esecuzione, oltre ad altre canzoni prese da tutto il suo repertorio, dell'intero So nell'originale ordine dei pezzi. Il Tour è partito dall'America a settembre del 2012 fino ad arrivare, dopo alcune pause, in Europa ad ottobre 2013, per poi interrompersi, ma riprendere per alcune date tutte europee a maggio 2014. Dal concerto all'O2 Arena di Londra è stato tratto un film che avrà una distribuzione al cinema e successivamente in DVD. Tutti gli show sono stati registrati per fornire CD audio di ogni concerto.
Il 16 giugno 2016 Peter Gabriel ha pubblicato una nuova canzone intitolata I'm Amazing; sul sito ufficiale si legge: "È la prima nuova composizione da Peter che viene pubblicata sin dalla traccia Show Yourself contenuta nel film Back to Front - Live in London nel 2013". Nello stesso anno ha composto The Veil per il film di Oliver Stone Snowden.
A gennaio 2023 esce Panopticom, primo singolo del nuovo album I/O che verrà presentato in anteprima nel corso del Tour 2023.

## WOMAD e altri progetti

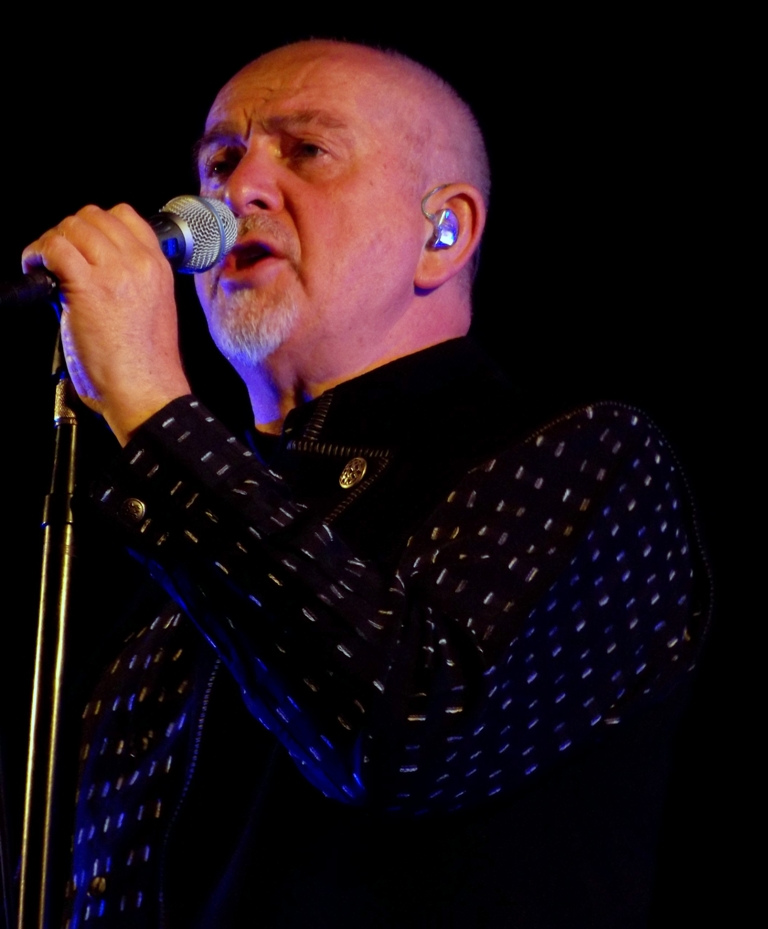
Peter Gabriel dal vivo nel 2012

Peter Gabriel è da molto tempo interessato e coinvolto nella world music. La prima prova della forte influenza che questa musica ha su Gabriel è rintracciabile sin dal suo terzo album del 1980. Questa influenza è cresciuta col tempo ed è anche il fattore principale dietro la creazione del movimento WOMAD (World of Music, Arts and Dance). Gabriel ha creato i Real World Studios con sede a Box nel Wiltshire e un'etichetta discografica affine, chiamata Real World Records, in modo da facilitare la creazione e la distribuzione della world music di vari artisti. Col tempo ha cercato di sensibilizzare il mondo occidentale circa il lavoro di artisti come Yungchen Lhamo, Nusrat Fateh Ali Khan e Youssou N'Dour. Gabriel è da lungo tempo impegnato personalmente anche in campo umanitario, che lo ha portato a costituire una società noprofit, Witness, che fornisce video camere agli attivisti umanitari in modo che essi possano denunciare gli orrori della povertà e gli abusi. La canzone We Do What We're Told (Milgram's 37) dall'album So del 1986, si riferisce agli esperimenti condotti dallo psicologo statunitense Stanley Milgram e in modo particolare ai 37 dei 40 soggetti che durante uno degli esperimenti mostrarono completa obbedienza e sottomissione .
Negli anni ottanta Gabriel ha composto Undercurrents, un brano di 17 minuti per lo spettacolo dell'Assemblea Teatro Torino intitolato Nei segni dell'alveare, ispirato all'opera Le città invisibili di Italo Calvino..
Durante gli anni novanta Peter Gabriel ha sviluppato sistemi avanzati di intrattenimento multimediale su CD-ROM, creando i progetti Xplora 1: Peter Gabriel's Secret World e Eve.
Gabriel è tra i fondatori di On Demand Distribution (OD2) uno dei primi servizi online di download musicale. Questa tecnologia è ora usata da MSN Music UK e da altre società ed è diventata la piattaforma di download principale per i negozi in Europa. OD2 è stata comprata nel giugno 2004 dalla US Company Loudeye.
Inoltre Gabriel è il cofondatore (assieme a Brian Eno) di un sindacato per musicisti chiamato Mudda, acronimo di Magnificent Union of Digitally Downloading Artists.
Peter Gabriel ha collaborato con le aziende di videogiochi Cyan Worlds e Ubisoft per aiutarli nella produzione del suono dei loro titoli. Nel 2003 il videogioco Uru: Ages Beyond Myst conteneva il brano Burn You Up, Burn You Down in vari spezzoni. La canzone, mixata in maniera diversa, vede la collaborazione con i Blind Boys of Alabama (che collaborarono anche per la canzone Sky Blue) e appariva in una copia per la stampa dell'album Up, ma venne cancellata al momento dell'uscita dell'album. Nel 2004 rinnova la collaborazione con Cyan Worlds collaborando al videogioco Myst IV: Revelation, per il quale oltre a registrare una nuova versione della canzone del 1987 Curtains, si è prestato anche come doppiatore di uno spirito guida.
Nel giugno del 2005 Gabriel e l'imprenditore industriale David Engelke hanno rilevato la Solid State Logic, un'azienda leader nella produzione di console per il missaggio e di componenti audio digitali.
Nel 2006 Gabriel ha introdotto The Filter, un'applicazione iTunes che genera automaticamente playlist a seconda del tipo di musica via via selezionata.
Nel 2007 Gabriel promuove il progetto WE7. Il primo artista italiano a rappresentare WE7 è Roberto Tardito.

## Apparizioni successive

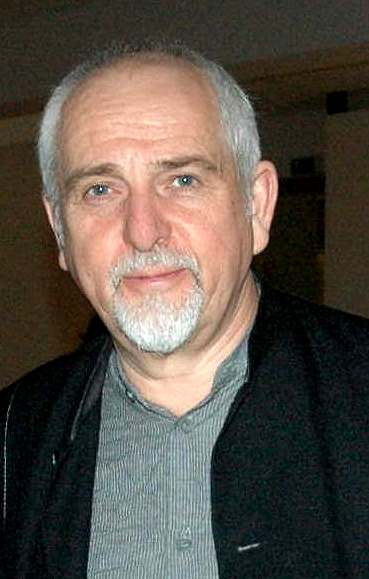
Peter Gabriel nel 2011

Il 10 febbraio 2006 Peter Gabriel canta Imagine di John Lennon alla Cerimonia di apertura dei XX Giochi olimpici invernali, a Torino. Il 3 luglio 2007 torna a Roma e suona per la seconda volta a Capannelle, in occasione del RomaRock Festival, per la tournée europea del Warm Up Tour; durante questo tour canta canzoni che mancavano da molto tempo dalle scalette e sono state selezionate direttamente dai fan tramite sito internet. Tra queste D.I.Y., On The Air e Mother Of Violence, tratti dal secondo album. In quell'occasione, uno dei suoi commenti ai brani dimenticati è stato "Vogliamo spazzare via la ruggine".
Nel giugno del 2014 si riunisce con gli altri componenti dei Genesis per la realizzazione di un documentario sulla loro storia.

## Stile musicale
Lungo la sua carriera, Peter Gabriel si è imposto con un repertorio pop, rock e art rock contaminandolo con citazioni etno-elettroniche. Se le prime produzioni sono ancora segnate dai trascorsi dell'artista con i Genesis, il quarto album Peter Gabriel (1982) si svincola definitivamente dal rock progressivo con la sua musica fatta di «flauti andini ricreati al Fairlight, Steve Reich in rock, l'Africa racchiusa in un satellite e mandata a spiarci da lassù.» Della sua discografia si segnalano So (1986) che fonde sonorità accessibili e sperimentazione citando il funky e il rock, e la prova strumentale di Birdy (1985) fra le uscite più complesse dell'artista. Ha successivamente approfondito il discorso della world music come confermano la seminale colonna sonora di Passion (1989): un album di "voci, echi e profumi senza tempo, sospesi tra la terra e il cielo, a spazzare via pregiudizi e frontiere culturali" e il più recente Big Blue Ball (2008) mentre alcune delle sue ultime uscite sono rivisitazioni in chiave orchestrale di brani suoi e di altri artisti (Scratch My Back del 2010 e New Blood del 2011). Il profilo a lui dedicato nel sito di MTV lo inserisce fra gli esponenti dell'album-oriented rock e del college rock.
Peter Gabriel è stato molto importante per la svolta world music di Claudio Baglioni, che conobbe nel 1988 in occasione del concerto Human Rights Now! a Torino. Il cantautore romano si servì di alcuni musicisti dello stesso Gabriel, come Tony Levin e Manu Katchè, per la realizzazione del suo opus magnus Oltre, registrato tra il 1988 e il 1990 quasi interamente nelle sale di registrazione Real World di proprietà del musicista britannico. Fu proprio quest'ultimo a convincere Baglioni ad adottare uno stile più scenografico, e trasformare suoi concerti in spettacoli di danza e teatro, come se fossero delle specie di musical.

## Musicisti e collaboratori
Gabriel ha suonato al fianco di Cat Stevens, per la prima volta dopo la collaborazione del 1970, durante il concerto organizzato da Nelson Mandela a Johannesburg.
Mentre l'intervallo fra i vari album è continuato a crescere nel tempo (sei anni tra So e Us, dieci tra quest'ultimo e Up) Gabriel ha mantenuto una squadra abbastanza stabile di musicisti e tecnici. Tony Levin, bassista e suonatore di Stick, ha partecipato a ogni progetto e tour di Gabriel sin dal 1976; il chitarrista David Rhodes è stato con Gabriel sin dal 1979, sia in studio sia in tour. Peter Gabriel è noto anche per le sue collaborazioni con artisti di spicco: dai co-produttori come Bob Ezrin, Robert Fripp, Steve Lillywhite e Daniel Lanois, ai musicisti come Billy Cobham, L. Shankar, Youssou N'Dour, Larry Fast, Nusrat Fateh Ali Khan, Phil Collins, Sinéad O'Connor, Kate Bush, Paula Cole, Brian Eno, Peter Hammill, Papa Wemba, Paul Weller, Manu Katché, Stewart Copeland, Joni Mitchell, Tom Robinson, The Call, Tony Childs, Nona Hendryx.
Nel corso degli anni Gabriel ha collaborato più volte con la cantante britannica Kate Bush; la Bush ha registrato i cori per le canzoni Games Without Frontiers e No Self Control e nel 1986 ha duettato con Gabriel in Don't Give Up. Nel 1979 Gabriel è apparso come ospite nello speciale televisivo della Bush e il loro duetto sulle note di Another Day di Roy Harper venne quasi pubblicato come singolo.
Gabriel ha anche collaborato con Laurie Anderson nella lavorazione di due versioni di una canzone dell'artista statunitense: Excellent Birds. La prima versione sarebbe stata pubblicata nel suo album Mister Heartbreak e un'altra leggermente diversa, intitolata This Is the Picture (Excellent Birds) è apparsa su So di Gabriel.
Nel 1987 Laurie Anderson, mentre consegnava un premio a Gabriel, raccontò che una volta le sessioni di registrazione si erano protratte sino a tarda notte e la voce di Gabriel aveva cominciato a suonare strana, quasi sognante. Scoprirono poi che si era addormentato davanti al microfono, ma aveva continuato a cantare..
Sempre nel 1987 appare nell'album omonimo di Robbie Robertson, duettandoci in Fallen Angel e apparendo nel relativo videoclip.
Nel 1988 Gabriel duettò con Joni Mitchell in My Secret Place per l'album di quest'ultima Chalk Mark in a Rain Storm. La canzone divenne un singolo di discreto successo, anche grazie al videoclip in bianco e nero diretto da Anton Corbijn.
Appare in un cameo nella parte di se stesso nel film New York Stories (1989) nell'episodio diretto da Martin Scorsese Lezioni dal Vero, al fianco di Rosanna Arquette con la quale all'epoca era fidanzato.
Nel 1994 appare nel disco The Glory of Gershwin prodotto da George Martin e registrato da vari artisti, che interpretano brani del grande compositore statunitense insieme al celebre armonicista Larry Adler. L'album è registrato in occasione dell'ottantesimo compleanno di Adler e vede la partecipazione di 16 grandi voci tra cui Elton John, Kate Bush e Sting. Peter interpreta una struggente versione di Summertime.
Nel 1995 con i Deep Forest canta While the Heart Sleeps nei titoli di coda del film Strange Days di Kathryn Bigelow.
Nel 2000 Elizabeth Fraser dei Cocteau Twins e Paul Buchanan dei Blue Nile cantano Downside Up nel suo disco OVO.
Nel 2000, insieme a Zucchero Fornaciari, Anggun, Patrick Bruel, Stephan Eicher, Faudel, Lokua Kanza, Lââm, Nourith, Axelle Red l'artista inglese partecipa a un progetto di beneficenza per la lotta contro l'AIDS, cantando il singolo di Erick Benzi Qui Sait.
Nel 2001 collabora sempre con Zucchero Fornaciari per l'incisione dell'album Shake.
Nel 1998 Gabriel appare nella colonna sonora di Babe: Pig in the City (titolo it. Babe va in città) non come compositore ma come cantante nella canzone That'll do, scritta da Randy Newman. La canzone ricevette una nomination agli Oscar e alla cerimonia di consegna dei premi Gabriel e Newman eseguirono dal vivo il pezzo. Gabriel appare anche nella colonna sonora di Shall We Dance? nel 2004, cantando The Book of Love dei The Magnetic Fields. La stessa è stata utilizzata da Bill Lawrence nell'ultimo episodio della serie Scrubs, come pezzo di chiusura della serie.
Nel 2008 esce il lungometraggio di fantascienza WALL•E nella cui colonna sonora è presente il brano inedito di Peter Gabriel Down to Earth che accompagna i titoli di coda. Il brano è apparso nella raccolta Rated PG del 2019, assieme ad altre canzoni scritte per (o utilizzate in) diversi film.
Nel 2016 collabora con Ryan Tedder degli OneRepublic nel loro quarto album, Oh My My.
Nel 2022 collabora con gli Arcade Fire nel disco WE facendo il controcanto nel brano Unconditional II.

## Vita privata
Nel 1971, all'età di 21 anni, si è unito in matrimonio con Jill Moore, figlia di un barone. Da lei ha avuto due figlie, Anna-Marie (nata nel 1974) e Melanie (nata nel 1976). Anna-Marie è una regista che ha filmato e diretto i DVD live del padre. Melanie è una musicista che ha più volte anche fatto da corista nella band di Gabriel dal 2002. Entrambe le figlie appaiono nella sequenza finale del videoclip di Sledgehammer. Peter Gabriel ha lasciato la moglie dopo aver scoperto la sua relazione con David Lord, il co-produttore del suo quarto album. Dopo il divorzio, ha attraversato un periodo di depressione e frequentato sessioni di psicoterapia per sei anni. Peter Gabriel è stato per qualche tempo compagno dell'attrice Rosanna Arquette. Nel 2002 Gabriel è passato a nuove nozze Meabh Flynn, con la quale ha avuto due figli maschi, Ralph Isaac e Luc. Nel 2021, la cantante irlandese Sinéad O'Connor ha rivelato la sua breve relazione con Gabriel, risalente agli anni '80, quando lui aveva appena divorziato.
Peter Gabriel è un seguace della psicomagia di Alejandro Jodorowsky, con il quale ha anche collaborato per progetti che non hanno mai visto la luce.
Dal 10 maggio 2003 è cittadino onorario del comune di Arzachena, dove possiede una casa.

## Discografia
- 1977 – Peter Gabriel (Car)
- 1978 – Peter Gabriel (Scratch)
- 1980 – Peter Gabriel (Melt)
- 1982 – Peter Gabriel (Security)
- 1983 -- Plays Live
- 1986 – So
- 1987 -- Live in Athenes
- 1992 – Us
- 1994 -- Secret world live
- 2000 -- OVO
- 2002 – Up
- 2010 – Scratch My Back (cover)
- 2011 – New Blood (version sympho)
- 2023 – I/O

## Colonne sonore
- Birdy (1985)
- Passion (1989)
- OVO (2000)
- Long Walk Home (2002)
- Rated PG - Record Store Day Release (2019)[29]

## VHS - DVD - Blu-Ray
- 1987 – CV The video (videoclip)
- 1990 – POV (Point of View) (concerto di Atene 1988)
- 1993 – All About Us (videoclip)
- 1994 – Secret World Live (DVD del concerto dal Secret World Tour 1992/93, RIAA: Platinum)
- 2003 – Growing Up Live (DVD del concerto dal Growing Up Tour 2002/03, RIAA: Platinum)
- 2004 – Play (compilation DVD con tutti i suoi videoclip, con video bonus videos e audio rimasterizzato. La musica di diverse tracce è stata remixata e il mix originale è disponibile come traccia audio alternativa)
- 2004 – A Family Portrait – A Film By Anna Gabriel (figlia di Peter Gabriel, Anna Marie Gabriel, dirige un film su suo padre durante il tour Growing Up and Still Growing Up)
- 2005 – Still Growing Up: Live & Unwrapped
- 2011 – New Blood: Live in London
- 2013 – Live in Athens 1987
- 2014 – Back to Front: Live in London

## Videoclip
- 1977 – Solsbury Hill (versione #1)
- 1977 – Modern Love (di Peter Medak)
- 1980 – Games Without Frontiers (di David Mallet)
- 1982 – Shock the Monkey (di Brian Grant)
- 1983 – I Don't Remember (di Marcello Anciano)
- 1986 – Sledgehammer (di Stephen R. Johnson)
- 1986 – Don't Give Up (versione #1: con Kate Bush) (di Godley & Creme)
- 1986 – Big Time (di Stephen R. Johnson)
- 1986 – Mercy Street (di Matt Mahurin)
- 1987 – Don't Give Up (versione #2: con Kate Bush) (di Jim Blashfield)
- 1987 – Red Rain (di Matt Mahurin)
- 1987 – Biko (Cry for Freedom) (di Godley & Creme)
- 1989 – Zaar (con Stefan Roloff) (di Stefan Roloff)
- 1990 – Solsbury Hill (versione #2) (di Graham Dean & Peter Gabriel)
- 1990 – Shaking the Tree (con Youssou N'Dour) (di Isaac Julien)
- 1992 – Digging in the Dirt (di John Downer)
- 1992 – Steam (di Stephen R. Johnson)
- 1993 – Blood of Eden (di Michael Coulson & Nicholas Bruce)
- 1993 – Kiss That Frog (di Brett Leonard)
- 1993 – Come Talk to Me (di Matt Mahurin)
- 1993 – Solsbury Hill (versione #3)
- 1994 – Lovetown (di Michael Coulson)
- 2002 – The Barry Williams Show (di Sean Penn)
- 2003 – Growing Up (di Francois Vogel)
- 2003 – The Drop (di Glenn Marshall)

## CD-ROM interattivi
- 1994 – X plora 1
- 1996 – Eve

## Formazione

### Attuale
- Peter Gabriel - voce
- Richard Evans - chitarra, tin whistle, voce (1992-presente)
- David Rhodes - chitarra, voce (1982-presente)
- Tony Levin – basso, voce (1978-1979; 1983-presente)
- Manu Katché - batteria (1982-presente)

### Altri membri
- Sid McGinnis - chitarra (1978-1979)
- Jerry Marotta - batteria (1978-1982)
- John Giblin - basso (1980-1981)
- David Sancious - tastiere, voce (1986-1987, 2014)
- Jean-Claude Naimro - tastiere, voce (1990-1994)
- Rachel Z - tastiere, voce (2002-2004)
- Ged Lynch - batteria, percussioni (2000-2007)
- Bill Laswell - basso (1982-1984)
- John Ellis - chitarra (1976-1977)
- Steve Hunter – chitarra (1977-1978)
- Jozef Chirowski – tastiera (1977-1981)
- Allan Schwartzberg – batteria (1977-1978)

## Riconoscimenti
Nel 2006 vince il premio "Man of peace 2006", opera in bronzo dal titolo Dafne per la Pace realizzata da Virgilio Mortet, consegnato al Summit dei Nobel per la pace al Campidoglio, a Roma.
Nel 2008 gli è stato conferito il Premio Quadriga.
Nel 2009 vince insieme a José Antonio Abreu il premio Polar Music Prize che viene considerato come il "Nobel della Musica" e assegnato dall'Accademia Reale Svedese della Musica.